# لیزا اسمیرنوا
لیزا اسمیرنوا (زاده ۶ اوت ۱۹۷۲) یک پیانیست اتریشی، اصالتاً اهل مسکو است.

## زندگینامه
اسمیرنوا اولین درس پیانو خود را با آنا پاولونا کانتور در مدرسه گنسین در مسکو گذراند و سپس در سال ۱۹۹۰ در کلاس لو نائوموف در کنسرواتوار چایکوفسکی مسکو پذیرفته شد. او در سال ۱۹۹۱، او تحصیلات خود را در موتسارتیوم دانشگاه زالتسبورگ زیر نظر کارل هاینز کامرلینگ آغاز کرد و در سال ۱۹۹۸ امتحانات نهایی خود را عملکردی ممتاز به پایان رساند. به موازات این اتفاق، او تحصیلات خود را زیر نظر ماریا کورسیو و رابرت لوین در لندن ادامه داد.